# NGC 4114
NGC 4114 ist eine Balken-Spiralgalaxie vom Hubble-Typ SBa im Sternbild Rabe am Südsternhimmel. Sie ist schätzungsweise 176 Millionen Lichtjahre von der Milchstraße entfernt.
Das Objekt wurde am 27. März 1786 von Wilhelm Herschel entdeckt.